# Naiara Irigoyen
Pour les articles homonymes, voir Irigoyen.
Naiara Irigoyen Indave, née le 15 octobre 1995 à Pampelune, est une coureuse de fond espagnole spécialisée en skyrunning. Elle est championne d'Europe de kilomètre vertical 2023 et championne du monde de kilomètre vertical 2024.

## Biographie
Naiara Irigoyen pratique la natation durant sa jeunesse depuis l'âge de six ans. À l'âge de vingt-deux ans, elle décide de délaisser ce sport exigeant, notamment pour se concentrer sur ses études en génie industriel. Elle s'essaie par la suite au triathlon puis au trail. Elle se spécialise dans la discipline du kilomètre vertical.
Elle se révèle en 2022. Le 15 janvier, elle participe aux championnats d'Espagne de Snowrunning à Larra-Belagua et remporte son premier titre national. Le 19 août, elle prend le départ du Matterhorn Ultraks Extreme, manche de la Skyrunner World Series, sur un parcours modifié à 21 km en raisons des conditions météorologiques. Elle voit la Française Iris Pessey mener la course mais parvient à rattraper cette dernière dans la dernière descente. Elle tente alors sa chance dans le sprint final et parvient à remporter la victoire pour cinq secondes.
En 2023, elle confirme son talent pour la discipline du kilomètre vertical. Elle décroche son ticket pour les championnats d'Europe de skyrunning à Gusinje puis domine le Zegama-Aizkorri Kilómetro Vertical en battant de 23 secondes sa rivale Malen Osa. Lors des championnats d'Europe, elle assume son rôle de favorite et domine la course pour s'offrir le titre devant le duo italien composé de Corinna Ghirardi et Camilla Magliano.
Le 6 septembre 2024, elle prend le départ de l'épreuve de kilomètre vertical lors des championnats du monde de skyrunning à Ágreda. Elle tire avantage de la connaissance du terrain pour faire la différence en deuxième partie de course et filer vers le titre.

## Palmarès
| no  | féminin            | Course                                                   | Longueur | Départ           | Temps           |
| --- | ------------------ | -------------------------------------------------------- | -------- | ---------------- | --------------- |
| 40e | Médaille d'argent  | Zegama-Aizkorri Kilómetro Vertical                       | 3 km     | 27 mai 2022      | 43 min 43 s     |
| 23e | Médaille d'or      | Matterhorn Ultraks Extreme                               | 21 km    | 19 août 2022     | 3 h 8 min 53 s  |
| 16e | Médaille d'argent  | Canfranc-Canfranc Vertical                               | 4,4 km   | 9 septembre 2022 | 44 min 30 s     |
| 27e | Médaille d'or      | Zegama-Aizkorri Kilómetro Vertical                       | 4,2 km   | 12 mai 2023      | 38 min 42 s     |
| 10e | Médaille d'or      | KMV Castro Valnera                                       | 4,2 km   | 28 mai 2023      | 54 min 49 s     |
| 16e | Médaille d'or      | Championnats d'Europe de skyrunning - Kilomètre vertical | 3,4 km   | 14 juillet 2023  | 44 min 11 s     |
| 30e | Médaille d'argent  | Acantilados del Norte Skyrace                            | 29 km    | 2 mars 2024      | 3 h 6 min 29 s  |
| 38e | Médaille de bronze | Calamorro Skyrace                                        | 27,5 km  | 6 avril 2024     | 3 h 9 min 30 s  |
| 46e | Médaille d'or      | Zegama-Aizkorri Kilómetro Vertical                       | 3 km     | 24 mai 2024      | 44 min 3 s      |
| 30e | Médaille d'argent  | Skyrace du Mercantour                                    | 29,7 km  | 23 juin 2024     | 3 h 18 min 6 s  |
| 17e | Médaille de bronze | Kaiserkrone SkyRace                                      | 25,2 km  | 29 juin 2024     | 4 h 24 min 38 s |
| 51e | Médaille d'or      | Championnats du monde de skyrunning - Kilomètre vertical | 4,8 km   | 6 septembre 2024 | 50 min 8 s      |
| 18e | Médaille d'argent  | KV El Gigante                                            | 5,5 km   | 19 février 2025  | 47 min 12 s     |
| 20e | Médaille de bronze | Transgrancanaria Half                                    | 21 km    | 20 février 2025  | 2 h 7 min 0 s   |
| 12e | Médaille de bronze | Tahtalı Run To Sky                                       | 27 km    | 10 mai 2025      | 3 h 28 min 53 s |
| 36e | Médaille d'or      | Zegama-Aizkorri Kilómetro Vertical                       | 3 km     | 23 mai 2025      | 43 min 13 s     |
| 47e | Médaille d'or      | Championnats d'Espagne de course verticale RFEA          | 6,4 km   | 7 juin 2025      | 51 min 16 s     |
| 18e | Médaille d'or      | Ibarra SkyRace                                           | 21,4 km  | 29 juin 2025     | 3 h 13 min 42 s |
| 23e | Médaille d'argent  | Cordillera Blanca SkyRace                                | 23 km    | 6 juillet 2025   | 2 h 36 min 51 s |